# 林博史
林 博史（はやし ひろふみ、1955年（昭和30年）4月6日 - ）は、日本の歴史学者。関東学院大学経済学部教授。日本の戦争責任資料センター研究事務局長。専攻は日本近現代史。BC級戦犯裁判・日本の慰安婦問題・沖縄戦の研究などを行う。

## 経歴
兵庫県神戸市生まれ。1979年東京大学文学部卒業、一橋大学大学院社会学研究科修士課程を経て、1985年同博士課程修了、学位論文「近代日本国家の労働者統合 : 内務省社会局労働政策の研究」で社会学博士 の学位を取得。 大学院では藤原彰に師事した。1985年より関東学院大学経済学部専任講師、同助教授を経て、1999年より教授。
2002年『沖縄戦と民衆』で伊波普猷賞を受賞。

## 人物

### 「マラヤ虐殺」改竄問題告発
1991年3月、林は御田重宝・中国新聞解説委員（当時）による『中国新聞』紙上での連載「BC級戦犯」(マラヤを含めた虐殺事件について、日本軍擁護的な立場から取り上げていた）の中で自らが出版に関わった『マラヤの日本軍』（現地被害者の証言集）の内容が歪曲、捏造の上引用されたとして、同新聞社に他の関係者と連名で抗議文を出し、これが「中国新聞資料改ざん」として報道された。さらに、御田が同連載上で『マラヤの日本軍』を賠償を「日本に求めている｣と決めつけ、これを｢極めて即物的な華僑らしい動機」と書いていることを、林は御田が民族偏見を露骨に出したものとして批判した。既に、同連載では読者からも引用のおかしさや誤認等について指摘が行われており、中国新聞側は連載の最後の方で確認した分については訂正とお詫びを行っていたが、林らの抗議についてはその経緯と林らの反論を同紙上に掲載、さらに、あらためて調査･再検討することを約した。 御田はあくまで意図的な改竄であったことについては否定、中国新聞は、最終的に「転記ミス等事実関係の間違いのほか、一部に著者の意図に反する引用、内容の改変」「解釈のあやまりや一方的な記述」があることを認め、異同表を作って、新聞や縮刷版を購入している図書館に配布する形で決着とした。
さらに、林は御田の著書『ノモンハン戦』内に辻政信著『ノモンハン』からの引用と称して、御田が勝手に創作して加筆した箇所があるとの批判を行なったが、問題部分は改版された原書房版には該当箇所があり、こちらについては林の事実誤認だったことが後に判明した。林は他にも御田の『シベリア抑留』にも剽窃箇所があると主張したが、これも御田からの反論を受けている。

### 「集団自決」記述検定問題
林は文部科学省が2006年度の歴史教科書検定で沖縄戦の記述について「集団自決」は日本軍の強制ではないという方向の修正を行い、その根拠として林の著書「沖縄戦と民衆」を挙げられたことに対して、確かに「赤松隊長から自決せよという形の自決命令は出されていないと考えられる」との一文があるが、これは事件当日に自決の軍命令が出ていなかったことを書いたのであって日本軍による強制とは違う次元の話。島民は事件発生前から日本軍によって「敵の捕虜となるのは恥なので自決すべき」「捕虜は裏切り者だから殺されて当然」「島民は軍に全面的に協力し、軍が全滅した時は島民も死ぬべき」等の指示をされており、追い詰められた場合には自決することを強いられていた。このような日本軍による強制や誘導とその過程が集団自決問題の本質であるとして、軍による強制がなかったとした文科省の検定を批判した

。
藤岡信勝は、「集団自決に軍命令があった」と歴史教科書に記述されたのは、「鉄の暴風」とそれを引用した文献が集団自決は守備部隊長の命令と書いたからであって、この命令が無かったのであれば教科書の記述は直されなければならないと述べている。そして日本軍の強制や誘導によって引き起こされたとされる島民の精神状態は、戦争末期には沖縄諸島に限らず日本全国で同じ状態であったこと。これは日本軍だけでなく社会全体がそのような意識であり、メディアでは朝日新聞が特に責任があること。林の説は「日本軍を悪逆非道に描き出すという目的」があり、当時の時代潮流の責任を日本軍にだけ押しつけようとするもので成り立たないと批判している
。

### 慰安婦問題
2007年4月、林は東京大学社会科学研究所図書館所蔵の東京裁判尋問調書を根拠として、日本軍が組織的に現地女性を強制的に慰安婦にする行為があったとする主張を行なった。オランダやフランス、中国など各国の検察団が裁判に提出した尋問調書や陳述書は「インドネシア・ジャワ島やベトナム・ランソン、中国・桂林などで日本軍が現地女性らを強制的に慰安婦にしようとした」と証言している内容であった。
これらは新資料として発表されたが、実際には林が確認した裁判資料は既に、共同研究パル判決書（東京裁判研究会編／講談社学術文庫／1984年2月10日初版発行）下巻第六部「厳密なる意味における戦争犯罪」においてパル判事に批判された「偽証罪の適用と反対尋問を受けない伝聞」にすぎない。
2007年4月17日、吉見義明との共同記者会見で、「先月公開された国会図書館の靖国神社の資料で、慰安所を経営していた人物が靖国神社に合祀されていることが明らかになった。また、戦犯裁判所で有罪判決を受けて処刑された軍幹部もまた靖国神社に合祀された」と述べ、「女性たちを誘拐した人や戦犯で処刑された人物が靖国に祀られているのは深刻な問題だ。日本政府は反省すべきだ」と要求した。
2008年6月にはイギリス国立公文書館で、日本軍が敗戦直後に日本人慰安婦を補助看護婦として雇用していたことを、初めて文書で確認した。林はこの史料を軍が慰安婦管理に深く関わっていたという見方を補強する史料であるとし、また、看護婦とすることで軍が慰安婦の存在を連合国側から隠蔽しようとしたのではないかと主張している。ただし、「帝国軍隊従軍記　現代史の証言４--千田夏光 (1975年)」には「親切な軍医さんが私たちを看護婦だと英国兵にウソを言って一緒に復員船へのせ連れて帰ってくれました。」という記述があり、以前から知られていた事実だと言える。
2009年3月、林は吉見義明らと共同で戦争と女性の人権博物館の呼びかけ人となる。
2009年5月21日、VAWW-NETジャパンの公開ワークショップ2009で、太平洋戦争の沖縄戦における日本軍慰安所・性暴力の展開について報告した。
2014年2月25日、石原信雄元官房副長官の証言により、事実関係の裏付け調査を一切行っていなかったことが明らかとなった「河野談話」について、談話を検証しようとする動きを、「元慰安婦の証言の信ぴょう性を検証しようという主張は、慰安婦の存在自体を否定するためのものだ」と主張した。
2014年10月9日に、朝日新聞社と「朝日新聞の慰安婦報道について検証する第三者委員会」に対して、この委員会には慰安婦問題で学術的な業績を上げた研究者や人権問題の専門家が居ないだけでなく女性の人権問題であるのに委員に女性が少ない点が問題であるとして、これらを改善するよう求める『「朝日新聞の慰安婦報道について検証する第三者委員会」についての研究者・弁護士の要望書』を提出した。
2016年12月27日、安倍晋三首相はアメリカのオバマ大統領と共に日米開戦の発端地となったハワイの真珠湾を訪問し、真珠湾攻撃の犠牲者を慰霊を行った。安倍は真珠湾で演説を行い、日米関係を「希望の同盟」「和解の力（the power of reconciliation）」とし、国際紛争の解決には寛容さが必要であると訴えると、林は山口智美、アレクシス・ダデン、金富子、ガヴァン・マコーマックらと共に、安倍の歴史認識と中国・朝鮮の戦争犠牲者に対する慰霊を行う意思があるかを問いただす公開質問を行った。この公開質問に対して、米国ダートマス大学のジェニファー・リンド教授は「日米間は信頼関係があるから和解は成立するが、中国や韓国は日本と信頼関係はないため、慰霊は逆効果になる。」と解説している。
2019年公開の慰安婦問題を扱ったドキュメンタリー映画『主戦場』に出演した。

## 著書

### 単著
- 『近代日本国家の労働者統合――内務省社会局労働政策の研究』（青木書店, 1986年）
- 『華僑虐殺――日本軍支配下のマレー半島』（すずさわ書店, 1992年）
- 『裁かれた戦争犯罪――イギリスの対日戦犯裁判』（岩波書店, 1998年）
- 『沖縄戦と民衆』（大月書店, 2001年）
- 『BC級戦犯裁判』（岩波書店［岩波新書］, 2005年）
- 『シンガポール華僑粛清――日本軍はシンガポールで何をしたのか』（高文研, 2007年）
- 『戦後平和主義を問い直す――戦犯裁判、憲法九条、東アジア関係をめぐって』（かもがわ出版, 2008年）
- 『沖縄戦――強制された「集団自決」』 歴史文化ライブラリー （吉川弘文館、2009年,ISBN　9784642056755）オンデマンド版　2022年　ISBN　9784642756754
- 『戦犯裁判の研究――戦犯裁判政策の形成から東京裁判・BC級裁判まで』（勉誠出版、2010年）
- 『沖縄戦が問うもの』（大月書店、2010年）
- 『米軍基地の歴史――世界ネットワークの形成と展開』 歴史文化ライブラリー (吉川弘文館、2011年)　ISBN　9784642057363
- 『沖縄からの本土爆撃――米軍出撃基地の誕生』 歴史文化ライブラリー (吉川弘文館、2018年)　ISBN　9784642058681
- 『帝国主義国の軍隊と性-売春規制と軍用性的施設』 (吉川弘文館、2021年)　ISBN　9784642039123

### 編著
- 『大陸・南方膨張の拠点　九州・沖縄（地域のなかの軍隊 6　）』 (吉川弘文館、2014年)　ISBN　9784642064781
- 『軍隊と地域社会を問う　地域社会編（地域のなかの軍隊 9　）』 (吉川弘文館、2015年)　ISBN　9784642064811

### 共編著
- （高嶋伸欣）『マラヤの日本軍――ネグリセンビラン州における華人虐殺』（青木書店, 1989年）
- （吉見義明）『日本軍慰安婦――共同研究』（大月書店, 1995年）
- （VAWW-NETジャパン）『日本軍性奴隷制を裁く（4）「慰安婦」・戦時性暴力の実態2』（緑風出版, 2000年）
- （中村桃子・細谷実）『暴力とジェンダー　連続講義』（白澤社、2009年）
- （前田哲男・我部政明）『〈沖縄〉基地問題を知る事典』（吉川弘文館、2013年）ISBN　9784642080842
- （吉浜忍・吉川由紀）『沖縄戦を知る事典――非体験世代が語り継ぐ』（吉川弘文館、2019年）ISBN　9784642083522

### 編纂資料
- 『連合国対日戦争犯罪政策資料集 第1期 連合国戦争犯罪委員会資料（全15巻）』（現代史料出版, 2008年）